# Кихну
Кихну (швед. Kynö) је естонско острво у Балтичком мору. Површина острва је 16,4 км², и највеће је острво у Ришком заливу и седмо по величини естонско острво. Дужина острва је 7 км, ширина 3,3 км а највиша тачка је на 8,9 м надморске висине. Према подацима из 2013. године на острву живи 490 становника распоређених у четири насеља (Лемси, Линакила, Ротсикила и Саре), просечна густина насељености 36,87 стан./км². Заједно са суседним острвима чини општину Кихну која је једна од најмањих општина у земљи са површином од 16,8 км ².

## Култура и знаменитости
Балтичка острва Манија и Кихну су насељени маленом групом аутохтоног становништва чији су мушкарци годинама морали рибарити на отвореном мору, док су жене остајале и бринуле за острво. Жене су постале заштитнице традиционалне културе укључујући ручне радове, плесове, игре и музику. Вунене рукавице (ест. ülalistmine) и пругасте сукње су познате у многим земљама. Музика је нарочито била важна у традицији Кихнуа, а подразумева верске гозбе и друга славља, али и древне предхришћанске руно песме (Калевалска лествица) које се изводе у народној ношњи украшеној јаким бојама и симболима древних легенди и епова.
Захваљујући географској изолацији и снажном осећају духа заједнице и баштине предака, становници Кихнуа су успели сачувати своје обрте и обичаје. Културни предео Кихнуа је од 2003. године под заштитом Унеско-а као нематеријална Светска баштина.
- Морска обала Кихнуа
- Музеј острва Кихну
- Црква на острву Кихну
- Фолклорна група Кихну Вирве услед славља ватре 2009. год.

## Спољашне везе
- Информације о острву

1. ↑  Унеско-в опис Светске баштине Кихнуа